# Rubus buergeri
Rubus buergeri là loài thực vật có hoa trong họ Hoa hồng. Loài này được Miq. miêu tả khoa học đầu tiên năm 1867.

## Hình ảnh

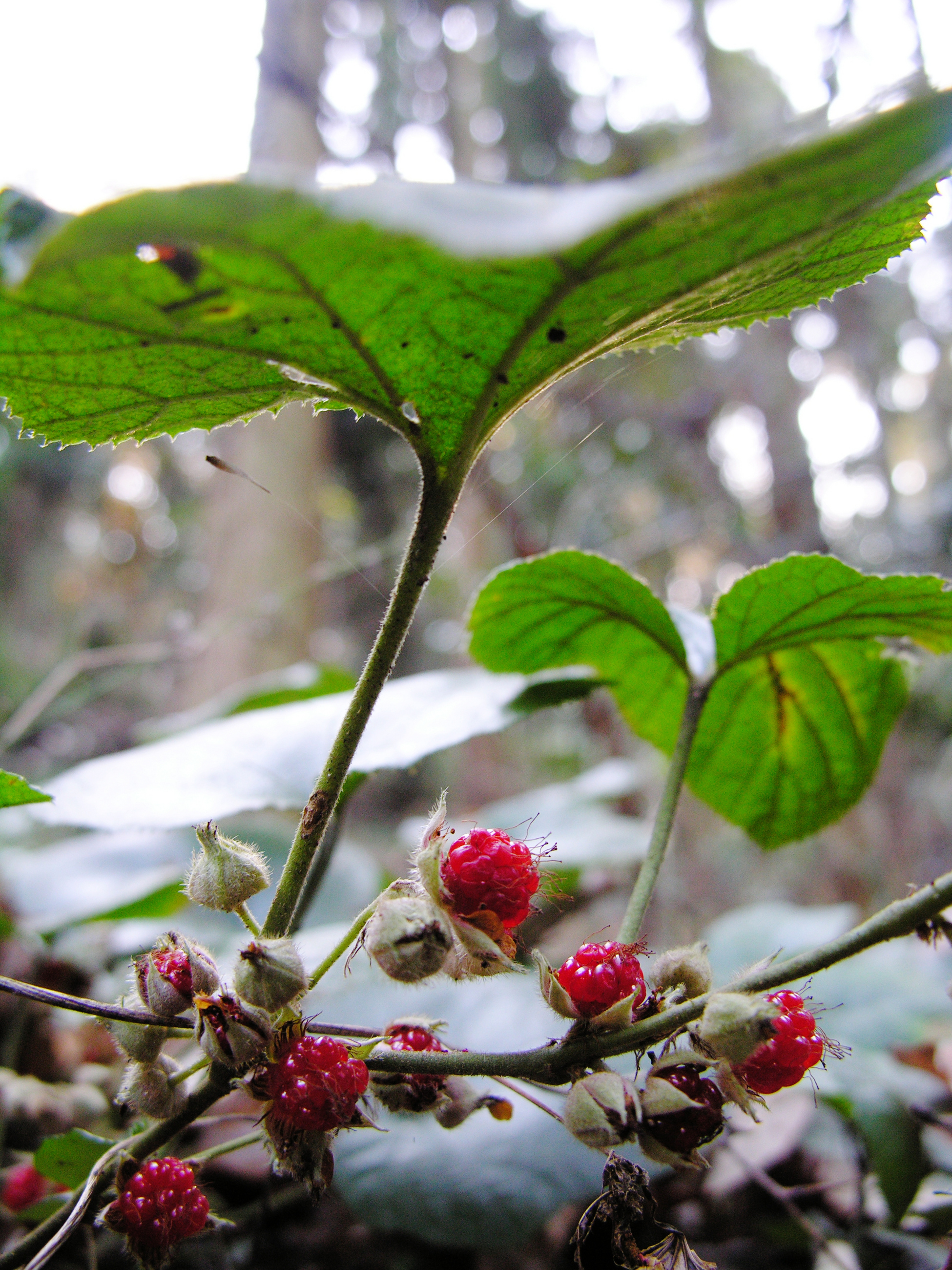
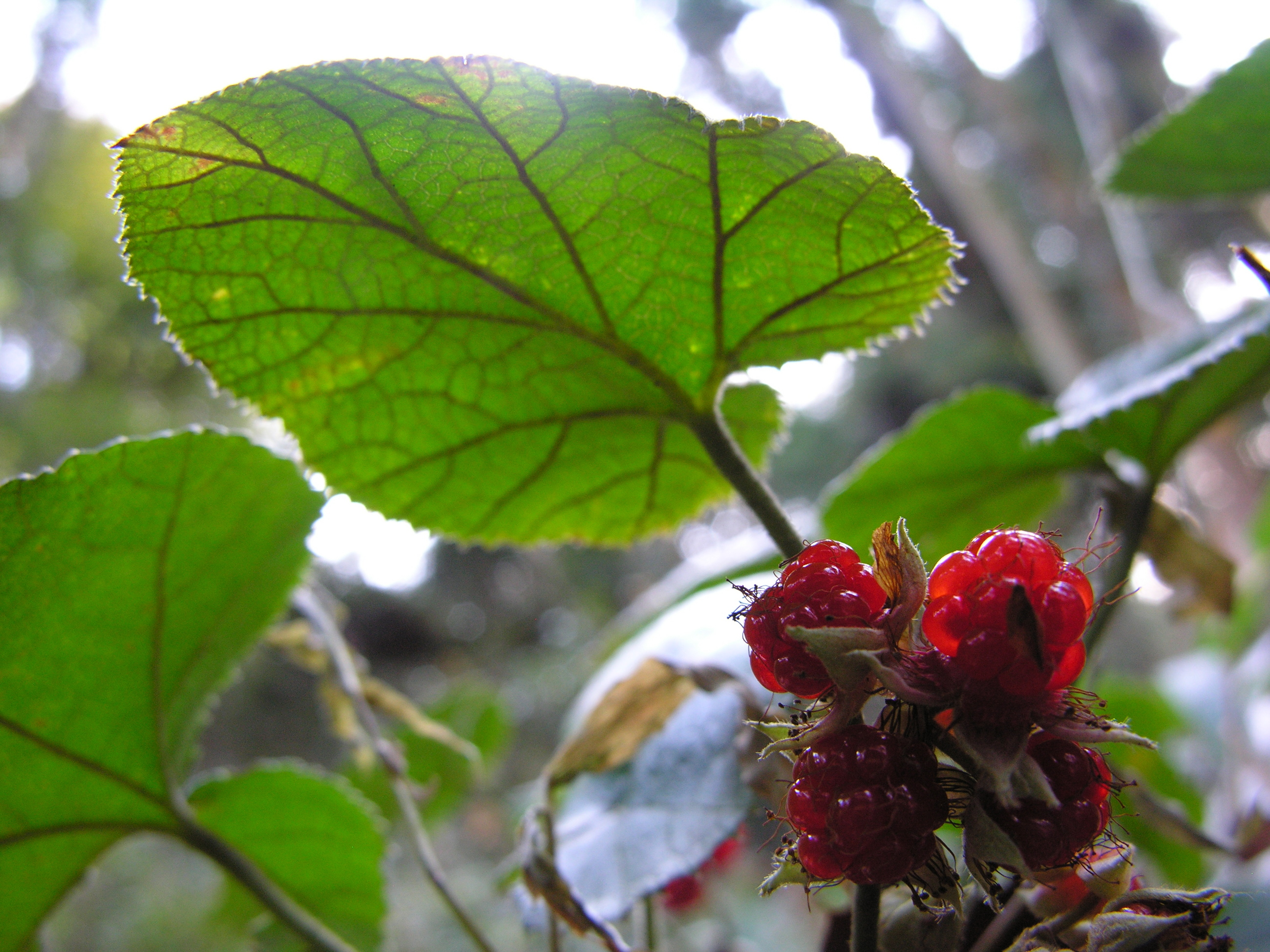
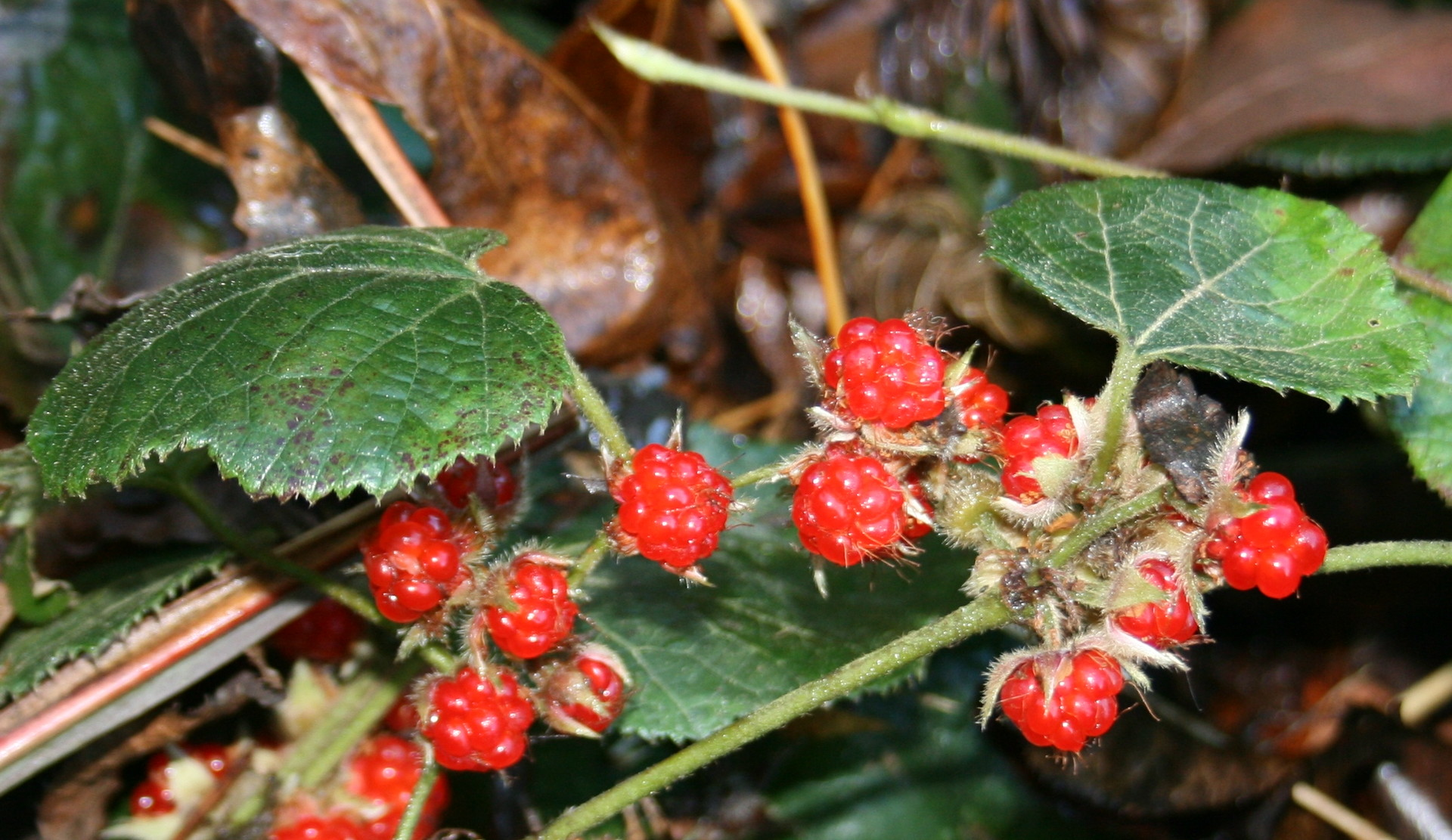
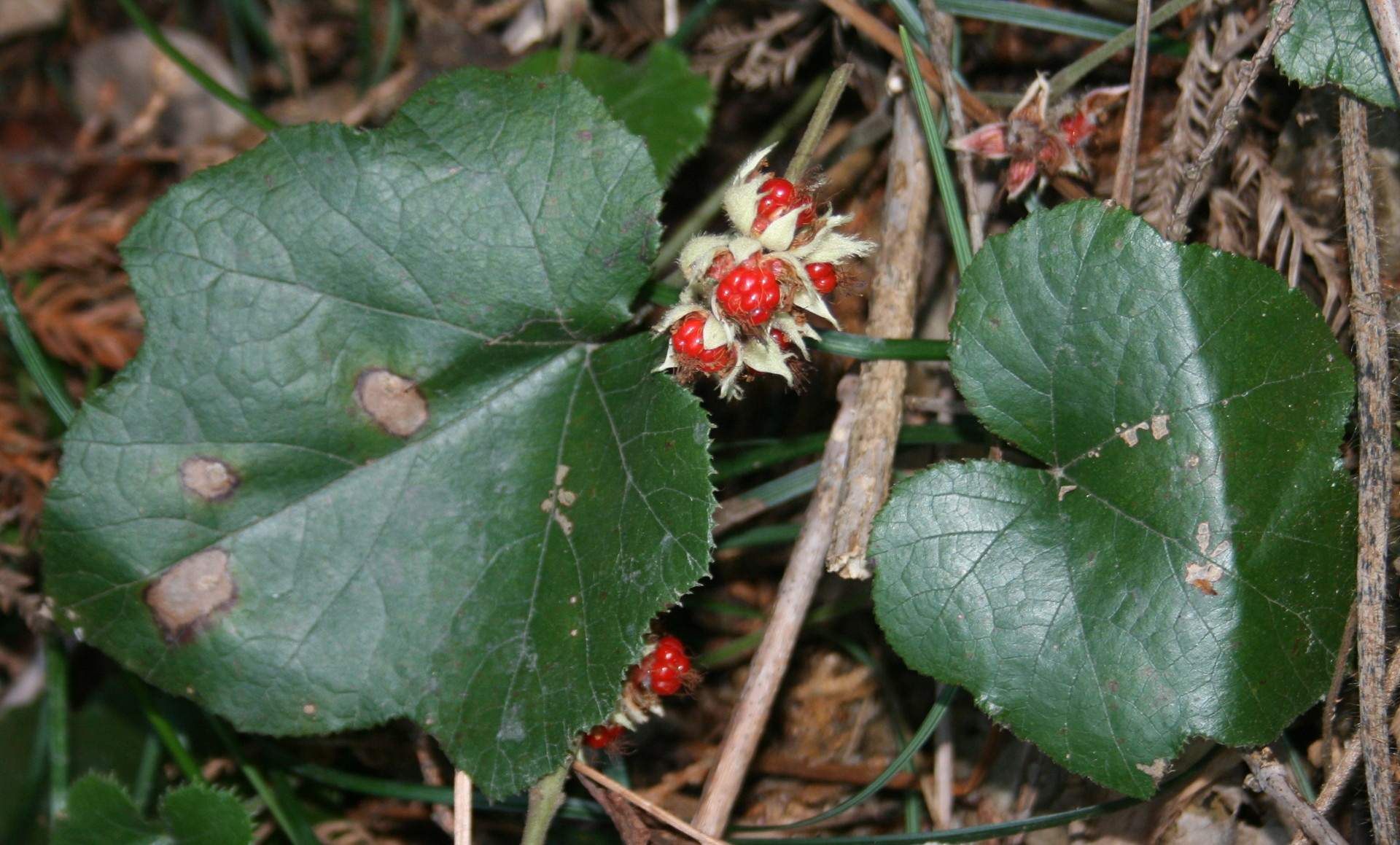